# باول تايلور (لاعب كرة قدم)
باول تايلور (بالإنجليزية: Paul Taylor)‏ (3 ديسمبر 1949 بشفيلد في المملكة المتحدة - ) هو مدرب كرة قدم ولاعب كرة قدم بريطاني في مركز الوسط. لعب مع شيفيلد وينزداي وكولتشستر يونايتد ونادي ساوثبورت ونادي يورك سيتي ونادي هيرفورد وColumbus Magic ‏ ولوس أنجلوس سكايهوكس ‏.

## وصلات خارجية
- باول تايلور على موقع Soccerbase.com (مدرب) (الإنجليزية)